# North American FJ-2/-3 Fury
North American FJ-2/-3 Fury là một chuỗi các máy bay tiêm kích cánh xuôi sau, có khả năng hoạt động trên tàu sân bay, được thiết kế dành cho Hải quân Hoa Kỳ và Thủy quân Lục chiến Hoa Kỳ. Chúng được thiết kế dựa trên loại F-86 Sabre của Không quân Hoa Kỳ.

### FJ-2

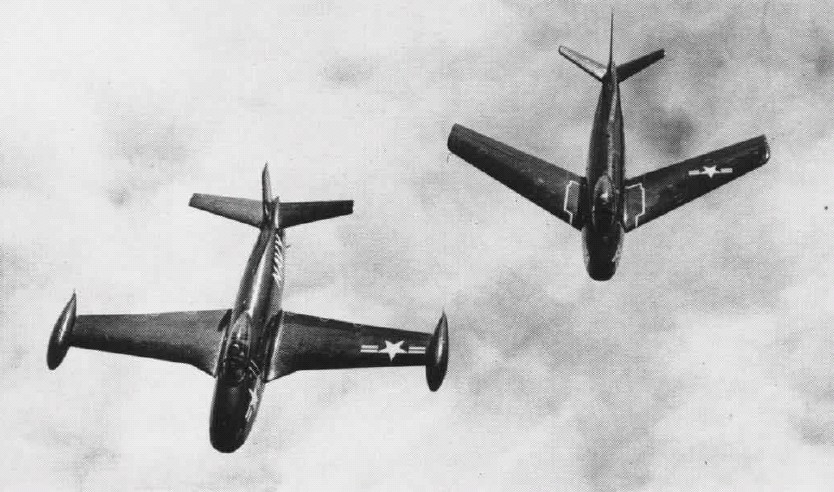
FJ-1 và FJ-2 năm 1952

### FJ-3

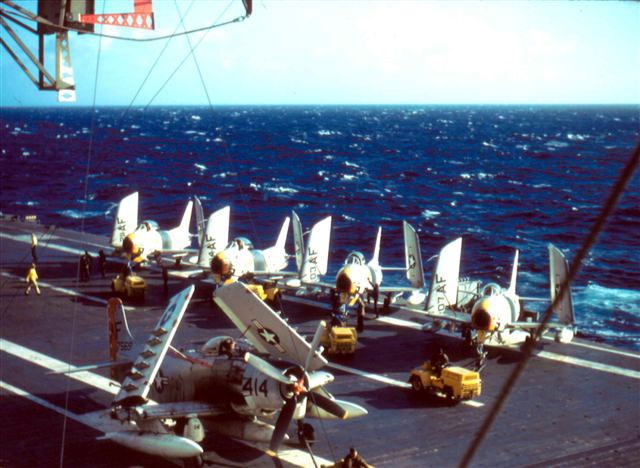
4 chiếc FJ-3 Fury tiêm kích-bom thuộc VF-33 và 1 chiếc AD-6 thuộc VA-25 trên tàu ở Bắc Đại Tây Dương năm 1957.

## Biến thể
XFJ-2
FJ-2 Fury
FJ-3 Fury (sau năm 1962 có tên F-1C)
FJ-3M Fury (sau năm 1962 có tên MF-1C)
FJ-3D (sau năm 1962 có tên DF-1C)
FJ-3D2 (sau năm 1962 có tên DF-1D)

## Quốc gia sử dụng
Hoa Kỳ
- Hải quân Hoa Kỳ
- Thủy quân Lục chiến Hoa Kỳ

## Tính năng kỹ chiến thuật (FJ-2)

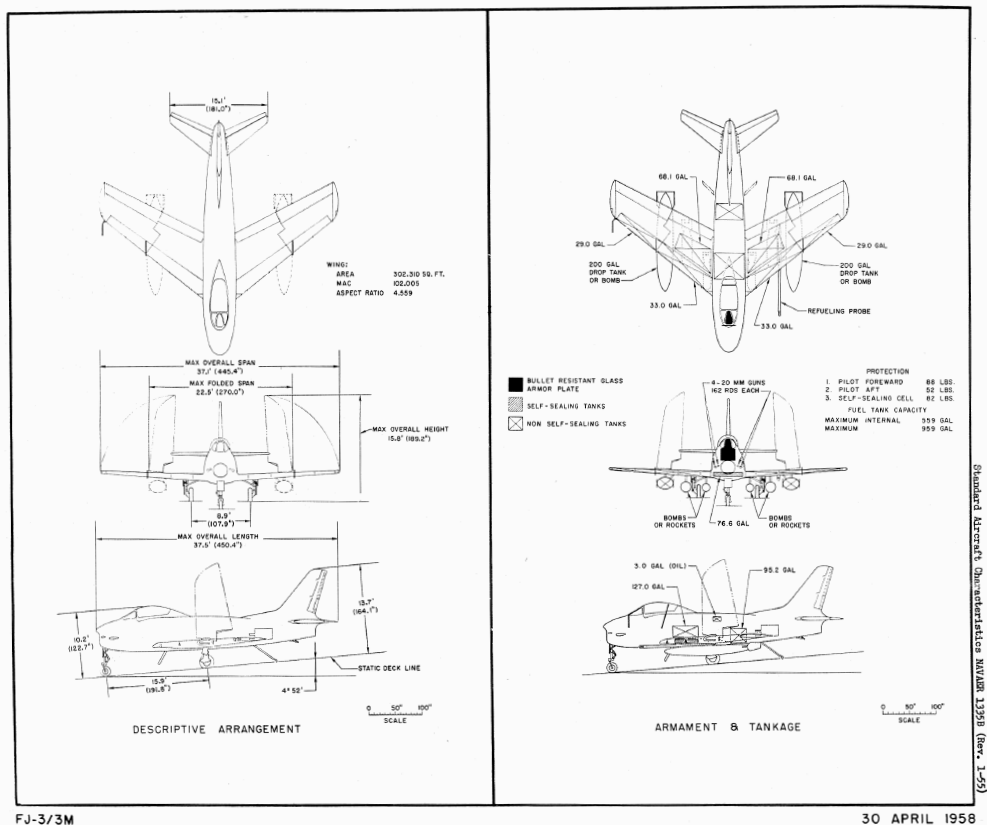
FJ-3/-3M Fury.

Dữ liệu lấy từ Combat Aircraft since 1945
Đặc điểm tổng quát
- Tổ lái: 1
- Chiều dài: 37 ft 7 in (11,45 m)
- Sải cánh: 37 ft 1.5 in (11,31 m)
- Chiều cao: 13 ft 7 in (4,14 m)
- Diện tích cánh: 288 ft² (26,7 m²)
- Trọng lượng rỗng: 11.802 lb (5.353 kg)
- Trọng lượng cất cánh tối đa: 18.790 lb (8.523 kg)
- Động cơ: 1 × General Electric J47-GE-2 kiểu động cơ tuabin phản lực, 6.000 lbf (26,7 kN)

 Hiệu suất bay 
- Vận tốc cực đại: 587 kts / 675 mph (1.088 km/h) trên mực nước biển
- Tầm bay: 860 mi (1.593 km) (thường)
- Trần bay: 46.800 ft (14.300 m)
- Vận tốc leo cao: 7.230 ft/phút (2.204 m/s)

Trang bị vũ khí

- Súng: 4 × pháo 20mm